# Marguerite du Saint-Sacrement
La vénérable Marguerite Parigot, en religion Marguerite du Saint-Sacrement, née en 1619 à Beaune et morte dans cette même ville en 1648, est une carmélite française. Propagatrice de la dévotion à l'Enfant-Jésus, elle se rattache, par sa mystique, à l'École française de spiritualité.

## Biographie

### Le carmel de Beaune

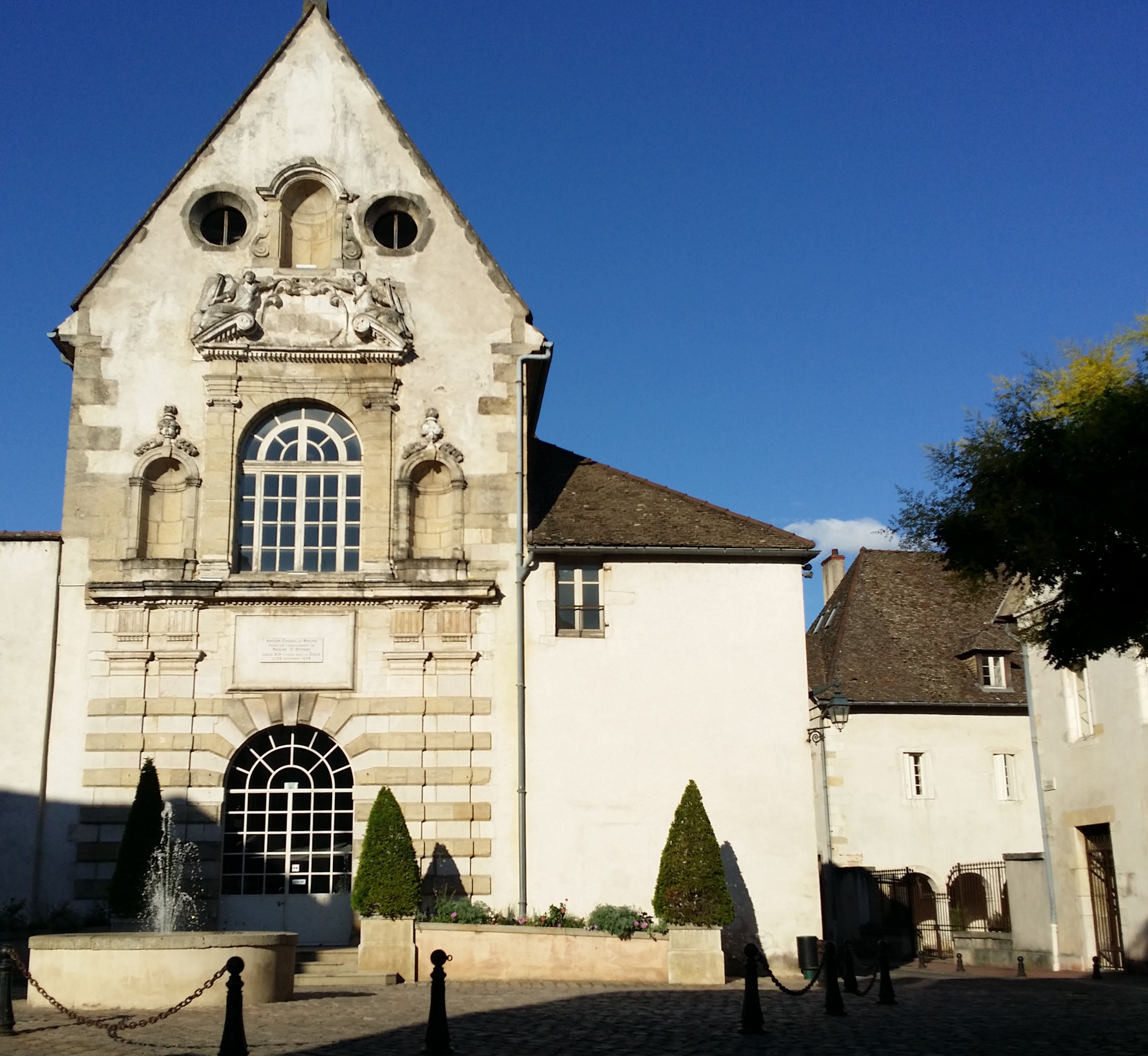
L'ancien carmel de Beaune.

La réforme thérésienne de l'ordre du Carmel a été introduite en France en 1604, à l'instigation du cardinal de Bérulle et de Madame Acarie. Après la fondation du carmel de Paris par six religieuses espagnoles, un monastère est fondé à Pontoise, puis un autre à Dijon dès 1605, lequel essaimera, entre autres, à Beaune, en 1619. Un chanoine y cède le prieuré Saint-Étienne aux carmélites, à condition que celles-ci accueillent plus tard l'une de ses petites nièces en qualité de fondatrice. C'est ainsi que le 25 septembre 1630, Marguerite Parigot est accueillie dans la clôture par la prieure, Mère Élisabeth de la Trinité.

### L'entrée en religion
Marguerite Parigot était née à Beaune, le 7 février 1619, cinquième enfant d'un couple de propriétaires terriens. Si l'on en croit la tradition, elle manifeste, tout enfant, des prédispositions pour la prière, l'ascèse et la charité. À l'âge de onze ans, elle perd sa mère ; après avoir prié la Vierge de remplacer la défunte, elle est admise, deux jours plus tard, au carmel de sa ville natale. Sans doute la pression familiale entre-t-elle pour beaucoup dans cet engagement précoce, puisqu'à peine novice, Marguerite tombe malade. En juin 1631, deux jours après sa prise d'habit, on doit la trépaner. Ressortie aveugle de l'opération, elle est miraculeusement guérie par l'application du camail de Bérulle (mort en 1629), et se voit favorisée des premières visions de l'Enfant-Jésus. Il n'en reste pas moins que sa courte vie ne sera qu'une longue suite de souffrances, jalonnée cependant de grâces surnaturelles.

### La participation aux mystères de Jésus
Le 4 janvier 1632, à la fête de l’Épiphanie, elle devient l'épouse du Saint-Enfant-Jésus en sa crèche. Ces noces mystiques marquent le début d'une période quelque peu étrange de participation aux mystères de la vie du Christ. Marguerite revit d'abord de l'intérieur les étapes de l'enfance du Sauveur : elle devient incapable de marcher, pousse des cris, doit être nourrie, etc. Elle s'identifie corporellement à Jésus, au point de susciter la controverse parmi les autorités ecclésiastiques de l'époque : serait-elle possédée ? Le fait est qu'aux dires des témoins, Marguerite aurait gardé, toute sa vie, la taille (1,33 m) d'un enfant de douze ans. Quelque temps plus tard, son corps devient le théâtre des différentes phases de la Passion, auxquelles elle participe en esprit. Entre somatisation et divinisation, elle épuise ainsi les mystères joyeux et douloureux ; quant à l'identification aux "états" glorieux, elle passera par les actes d'une propagande politique et dévotionnelle, à laquelle sainte Marguerite-Marie Alacoque fera d'ailleurs allusion, en 1689, à l'occasion des apparitions du Sacré-Cœur.

### Le petit Roi de grâce

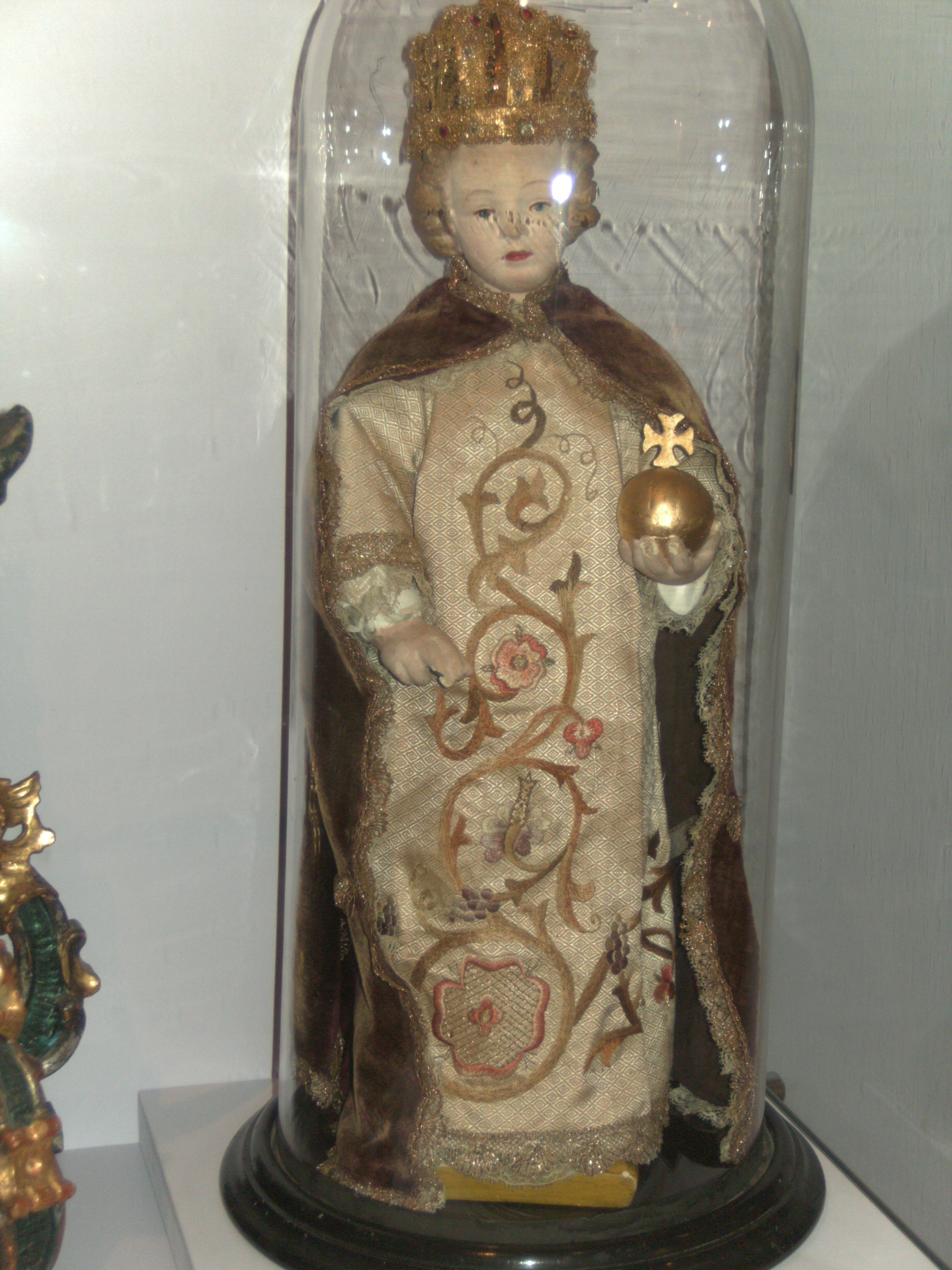
Statue de l'Enfant Jésus à l'abbaye de Roggenburg, Allemagne.

Le 5 septembre 1638, Anne d'Autriche, épouse du roi Louis XIII, met au monde le futur Louis XIV, au terme de vingt-trois années de stérilité. Cette absence de successeur avait longtemps préoccupé le pays, particulièrement certaines personnalités religieuses liées à la Contre-Réforme, comme sainte Jeanne de Chantal. Au carmel de Beaune, c'est l'Enfant-Jésus lui-même qui, dès 1632, avait suggéré à Marguerite du Saint-Sacrement de solliciter l'aide du Ciel pour la venue d'un Dauphin, avant de lui promettre solennellement celle-ci, le 25 décembre 1635. Entre cette date et la naissance inespérée d'un petit monarque, la religieuse aura l'occasion de communier, à sa manière, aux grands événements du royaume plongé dans la guerre de Trente Ans. En 1636, à la suite d'une vision dans laquelle l'Enfant-Jésus et Saint Louis dénonçaient la corruption régnant en France, elle s'est offerte en victime pour détourner la colère céleste. 
Ensuite, après la prise de Corbie, au moment où les Espagnols menaçaient d'entrer en Bourgogne, elle intercède pour l'Armée française en prenant dans ses bras l'effigie d'un poupon couronné : à cinq lieues de Beaune, les ennemis seront finalement battus, comme si le Christ lui-même avait dirigé le combat, estimeront les contemporains. Cette activité politico-prophétique culmine à Noël 1638, quand la carmélite, après avoir reçu la révélation des « grandeurs » de l'Enfant-Jésus, forme le projet de faire bâtir une chapelle où l'on viendrait vénérer « le petit Roi de grâce », sous l'effigie duquel serait placée une image du Dauphin. En février de la même année, Louis XIII placera son royaume sous la protection de la Vierge.

### Le temps des réalisations
Marguerite meurt le 26 mai 1648, à l'âge de vingt-neuf ans. Les dix dernières années de sa vie ont été consacrées à la mise au point des différents aspects de la dévotion qu'elle entendait lancer : érection d'une chapelle, établissement d'une confrérie (les Domestiques et associés de la famille de l'Enfant-Jésus) à laquelle adhéreront quelques grands noms du royaume, règlementation du culte (saints patrons, calendrier, chapelet à quinze grains, etc.). Le succès qu'elle rencontra dans cette entreprise tient à la fois aux conjonctures politiques de son temps et à l'authenticité de son expérience mystique. 
Si dès 1648, à la mort de la carmélite, le tombeau de celle-ci devint un lieu de pèlerinage, où se rendront Anne d'Autriche et Louis XIV, c'est que le culte à l'Enfant-Jésus constituait un instrument de propagande royale. Le principal artisan de ce mouvement fut le baron Gaston de Renty, fondateur de la Compagnie du Saint-Sacrement (que Molière aurait caricaturée et dénoncée dans son Tartuffe). Il a rencontré Marguerite durant un voyage en Bourgogne, partagé avec elle le vœu d'un engagement chrétien dans la société, et s'est consacré à l'Enfant-Jésus, à Noël 1643, dans un esprit de complet anéantissement. Pour infantile qu'elle paraisse, cette dévotion trouve, en effet, son fondement dans un subtil équilibrage entre les deux courants majeurs de la spiritualité de la Contre-Réforme : un christocentrisme affectif et une mystique - apophatique - de l'abaissement et de l'abandon.

## Spiritualité

### Les deux mystiques
Depuis le Moyen Âge, l'histoire de la spiritualité catholique est traversée par deux grands courants qui tantôt se rejoignent, tantôt se distinguent, voire s'opposent. Il s'agit toujours de chercher une certaine union à Dieu, mais les moyens employés sont différents : la mystique affective, d'une part, davantage christocentrique, se base sur le concept d'Incarnation pour préconiser l'emploi de représentations sensibles, censées rallumer la ferveur du fidèle ; la  mystique apophatique, d'autre part, s'appuie sur une théologie négative (mise au point dès le Ve siècle par un néoplatonicien chrétien, le Pseudo-Denys) pour refuser les images, Dieu ne pouvant être atteint qu'au-delà de toute forme d'expression humaine. Cette distinction se retrouve dans la mystique du siècle d'or espagnol : on a pu dire que la spiritualité de Thérèse d'Avila était plutôt affective, tandis que celle de Jean de la Croix se situait davantage dans une perspective apophatique, raison pour laquelle il a été confondu avec les Alumbrados. 

### Le bérullisme
Au XVIIe siècle, en France, Pierre de Bérulle hérite de cette tension, mais il tend à la résoudre en faisant remarquer que le statut de Jésus-Christ, Homme-Dieu, ne permet pas de dissocier l'humanité concrète et la divinité hors de portée : c'est dans - et non par - l'humanité du Christ que la divinité peut être atteinte, à travers une adhésion aux états spirituels du Christ. Cette réflexion sur l'Incarnation le porte à développer deux orientations complémentaires : en prenant chair, le Verbe s'abaisse jusqu'à devenir un nourrisson (thème théologique de la kénose), mais en même temps cet abaissement pour l'amour de l'humanité manifeste l'inépuisable grandeur du Fils, en ce qu'il suppose une suspension de sa gloire afin de répondre aux projets du Père. C'est pourquoi, selon Bérulle, le projet chrétien, c'est-à-dire la divinisation de l'âme, doit prendre à son tour la forme d'un esprit d'abandon, d'un anéantissement de la volonté propre face au dessein de Dieu, afin de participer à la dynamique vitale de la filiation divine.

### La névrose et la grâce
La psychanalyse a mis au jour le cas clinique de Marguerite, imputable à de graves déficits familiaux. Toutefois, l'essentiel est de remarquer ce qu'elle a pu réaliser à partir d'un donné aussi précaire : souffrant sans doute d'une névrose d'abandon (avec les déviations masochistes qui accompagnent d'ordinaire celle-ci), la religieuse sublime cette organisation psychologique et s'en sert comme d'un moyen de progression sur la voie mystique. Pour ce faire, elle s'inspire d'une autre carmélite, Catherine de Jésus (1589-1623), qui, en étroite collaboration spirituelle avec Bérulle, encourageait la dévotion à l'Enfant-Jésus. C'est ainsi que l'itinéraire psychologique de Marguerite peut être lu à la lumière du bérullisme : adepte de l'oraison passive, elle adhère, dans ses silencieuses extases, aux différents "états" du Verbe incarné, dans la dramaturgie dont son corps est le théâtre, puis dans l'organisation minutieuse d'un culte autour d'une image, elle donne consistance à une spiritualité exigeante et, somme toute, très abstraite, qui mène la volonté individuelle de l'abnégation à l'anéantissement ; elle acclimate la dévotion carmélitaine à l'Enfant-Jésus (dont une effigie, el Niño, présidait à la fondation de chaque maison thérésienne) en terre française, en associant celle-ci à l'imaginaire de la monarchie baroque et de la régénération morale du royaume.

## Postérité

### Le culte actuel

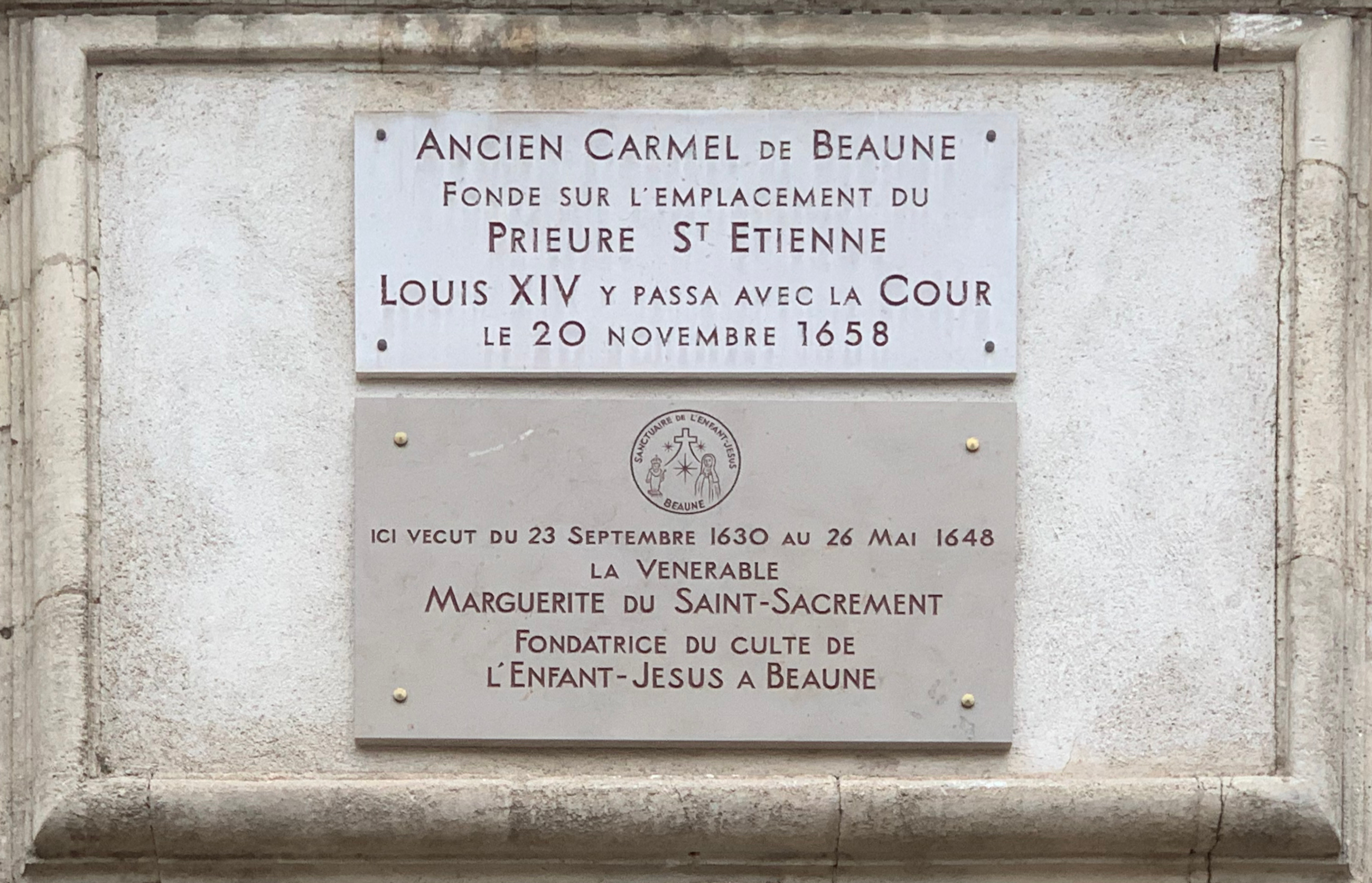
Plaques commémoratives apposées sur l'ancien carmel de Beaune.

Au lendemain de la mort de Marguerite, des miracles auraient été constatés sur sa tombe (une enquête sera entamée dès 1652, et l'héroïcité des vertus proclamée en 1905), et le culte à l'Enfant-Jésus va perdurer jusqu'en 1793. À la Révolution, le carmel est vendu comme bien national, la communauté est dissoute, mais la statuette est mise à l'abri. En 1873, elle a retrouvé place dans l'église du nouveau monastère, au 14 de la rue de Chorey. Il s'agit de la représentation d'un poupon emmailloté, en bois sculpté, peint et articulé, couvert de riches étoffes et de bijoux, portant un sceptre fleurdelisé et une couronne. 
Cette représentation diffère sensiblement de l'Enfant Jésus de Prague, son contemporain. Celui-ci provient également du milieu carmélitain, puisque c'est le carme Cyrille de la Mère de Dieu qui en assura la propagation à partir de 1637 ; mais, d'une poupée baroque à l'autre, le nourrisson fait ici place à l'enfant debout, portant couronne et revêtu d'un manteau, bénissant de la main droite et tenant, dans la gauche, le globe du monde, surmonté d'une croix. Mieux diffusé que le petit Roi de Beaune, le petit Roi de Prague a bénéficié, dans la littérature dévotionnelle qui lui est consacrée, des textes écrits par Marguerite. À Beaune, comme ailleurs dans le monde, bien des aspects du culte imaginé par la carmélite subsistent encore (confrérie, chapelet, neuvaine, etc.) ; et depuis 2011, une nouvelle communauté de religieuses apostoliques a même vu le jour dans la mouvance carmélitaine, sous le nom de Fraternité de la Sainte Enfance de Beaune.

### La signification évangélique
La contemplation de l'enfance du Christ plonge ses racines dans le donné révélé lui-même. Les évangélistes saint Matthieu et saint Luc lui consacrent les pages liminaires de leur présentation du Sauveur, non sans souligner le lien de la crèche à la Croix. Plus généralement encore, les évangiles synoptiques soulignent le comportement de Jésus en faveur des enfants, et ses recommandations aux disciples de les prendre comme modèles d'accueil du Royaume des cieux, concept central de son enseignement. On retrouve là le choix que Jésus fait des plus faibles, dans la lignée de la justice  préconisée par les prophètes, mais également la "logique" propre au Royaume, réalité eschatologique qui exige détachement, spontanéité, disponibilité, abandon joyeux à la Providence : toutes attitudes que le Christ pratiquait à l'égard de Dieu, et reconnaissait chez les enfants ; ainsi qu'une divine simplicité dont la carmélite sainte Thérèse de Lisieux qui prend le nom de « Thérèse de l'Enfant-Jésus et de la Sainte Face », explorera la complexité à travers sa petite voie d'enfance. Dans la même perspective, l'écrivain Georges Bernanos tracera d'inoubliables portraits d'anti-héros, enfants touchés par la grâce dans un monde en perdition ; évoquant, dans le Dialogue des carmélites le petit Roi de gloire, il souligne la faiblesse et la puissance de celui-ci. L'oxymore baroque renvoie ainsi aux priorités évangéliques : le Royaume des cieux, tout à la fois présent et absent; les pauvres, tout à la fois mendiants et rois, auxquels Marguerite du Saint-Sacrement, à la psychologie fragile, s'est consacrée dès l'âge le plus tendre. Autrement dit, à « l'école de la maladie », celle-ci a appris « la kénose du Christ », ce qui l'a rendue « transparente à l'Esprit ».